# Ernesto Hoost
Ernesto Frits Hoost (Heemskerk, 11 luglio 1965) è un ex kickboxer olandese di origini surinamensi.
Soprannominato Mr. Perfect, ha annunciato il ritiro il 2 dicembre 2006 dopo la finale K-1 del 2006: la sua carriera si è conclusa dopo ben tredici anni passati sempre al vertice di questa disciplina. Il suo record finale prevede novantanove vittorie (di cui sessantadue per KO), ventuno sconfitte (di cui undici per KO) e un pareggio (contro Semmy Schilt).
Il suo palmarès include quattro titoli del mondo K-1 (1997, 1999, 2000 e 2002, record a pari merito con Schilt), un secondo posto al debutto nella competizione nel 1993 (sconfitta in finale con Branko Cikatić) e svariati titoli internazionali di Savate, Kickboxing e Muay Thai, che ne determinano la considerazione come uno dei migliori di sempre.
Nel 2014 è stato incluso con Helen Jurisic nella Sports Hall of Fame.
Tra i suoi allievi più famosi si possono citare la leggenda delle arti marziali miste Fedor Emilianenko e la campionessa dei pesi paglia UFC Joanna Jędrzejczyk.